# Marco Árrio Flaco
Marco Árrio Flaco (em latim: Marcus Arrius Flaccus) foi um senador romano nomeado cônsul sufecto para o nundínio de setembro a dezembro de 79 com Tito Rúbrio Élio Nepos.